# Гейбатов, Гейбат Нурахмедович
Гейбат Нурахмедович Гейбатов (род. 15 февраля 1932 года, с. Микрах, Докузпаринский район, ДАССР, СССР) — советский и российский скульптор, народный художник Российской Федерации (2001).

## Биография
Родился 15 февраля 1932 года в лезгинском селе Микрах Докузпаринского района ДАССР.
В 1956 году — с отличием окончил Азербайджанское художественное училище имени Азим-заде.
В 1960 году, учась на третьем курсе факультета скульптуры Института живописи, скульптуры и архитектуры имени И. Е. Репина, принял активное участие в Декадной выставке литературы и искусства Дагестана в Москве: автор жанровой композиции «Проводы в школу», а также портрета народного поэта Дагестана Тагира Хурюгского, а его дипломная работа «Чабан», была отмечена Государственной комиссией как лучший диплом по скульптуре, оценена на «отлично».
Мастер портрета, автор работ: «Портрет отца» (1966), «Портрета художника А. Ахмедова» (1969), камерный портрет отца (металл, 1970), народного поэта Дагестана Сулеймана Стальского (бронза, 1974), первой горянки, депутата Верховного Совета РСФСР М. Багишевой (бронза, 1979), хирурга Аскерханова (мрамор, 1980)
Автор памятника борцам за Советскую власть в Дагестане, установленного в 1980 году в Махачкале.
Много лет вел преподавательскую деятельность профессором кафедры изобразительного искусства художественно-графического факультета Дагестанского государственного педагогического университета.

## Награды
- Народный художник Российской Федерации (2001)
- Заслуженный художник РСФСР (1981)
- Орден «За заслуги перед Республикой Дагестан» (2013)